# Tite Kubo
Noriaki Kubo (久保 宣章 Kubo Noriaki?) (născut pe 26 iunie 1977), cunoscut după pseudonimul Tite Kubo (久保 帯人 Kubo Taito?), este un artist manga de origine japoneză. Cea mai importantă lucrare a sa este seria manga Bleach.

## Biografie
Fiu al unui membru din consiliul orașului Fuchu, districtul Aki, prefectura Hiroshima, Tite Kubo a absolvit liceul local. Într-un interviu, Kubo a dezvăluit că s-a înscris la un concurs al unei reviste manga, și deși nu a câștigat, unul dintre editori revistei i-a remarcat talentul. După aceea au lucrat împreună la mai multe proiecte. Nu mult după aceea, în 1996, prima sa manga scurtă, "Ultra Unholy Hearted Machine", a fost publicată în Weekly Shonen Jump Special al editurii Shueisha. Aceasta a fost urmată de alte două, și în 1999 de prima s-a serie, Zombie Powder, care a fost publicată în Weekly Shonen Jump și a continuat timp de 4 volume până în 2000.
Următoarea sa serie, Bleach, despre un elev de liceu (Kurosaki Ichigo) care devine un shinigami și se luptă cu spirite malefice, a început să fie publicată în aceiași revistă în 2001. Din 4 decembrie, 2007, Bleach a atins peste 300 de capitole, și a fost adaptată într-o serie anime care a început să fie difuzată în Japonia în 2004. Seriei manga i s-a acordat Premiul Shogakukan Manga pentru categoria sa în 2005. Un film Bleach a fost lansat în Japonia pe 16 decembrie 2006, urmat de un al-doilea film pe 22 decembrie 2007.
Pe 27 iulie 2008, Tite Kubo a vizitat Statele Unite pentru prima dată și a făcut o apariție în San Diego la Comic-Con International.

## Lucrări

### Povești scurte
- "Ultra Unholy Hearted Machine" (1996, Weekly Shonen Jump Special. Apare în volumul 2 al Zombie Powder.)
- "Rune Master Urara" (刻魔師 麗 Kokumashi Urara?) (1996, Weekly Shonen Jump. Apare în volumul 3 al Zombie Powder.)
- "Bad Shield United" (1997, Weekly Shonen Jump. Apare în volumul 4 al Zombie Powder.)

### Serii
Inițial publicate în Weekly Shonen Jump de către Shueisha în Tokyo, Japonia, ambele serii manga au fost licențiate în America de Nord către Viz Media.
- Zombie Powder (1999–2000, Weekly Shonen Jump, Shueisha. Adunat în patru volume în 2000 după care s-a întrerupt publicarea ei.)
- Bleach (2001—, Weekly Shonen Jump, Shueisha. Adunată în 34+ volume.)

### Cărți de arta
- Bleach All Colour But The Black[6]
- Bleach Official Bootleg

### Altele
- Bleach Official Character Book SOULs
- Bleach Official Anime Guide Book VIBEs